# Yongtsuius
Yongtsuius is een geslacht van Phasmatodea uit de familie Aschiphasmatidae. De wetenschappelijke naam van dit geslacht is voor het eerst geldig gepubliceerd in 2001 door Bragg.

## Soorten
Het geslacht Yongtsuius is monotypisch en omvat slechts de volgende soort:
- Yongtsuius leei Bragg, 2001